# 神歌抄
『神歌抄』（しんかしょう / じんかしょう）は、現存する最古の神楽歌の写本。22曲を載す。宮廷勤仕の地下楽家のひとつである安倍家に伝来した。伝源信義筆。巻子本、1巻。書写年代は10世紀か。毛詩並毛詩正義の唐代の写しの残巻の紙背を用いて書写されている。信義本神楽歌などとも。重要文化財。東京国立博物館蔵。

## 概要
巻子本、1巻、素紙、縦29.3cm、横241.5cm（後補の表紙等を含めると264.9cm）。原表紙に「神楽哥 信義自筆」の題。本文とは別筆であるが、平安期に遡る古風な筆致である。紙背巻末に「神歌少」とあることから、神歌抄と呼ばれる。
巻頭から「之名加取」の曲名までは万葉仮名、以後はほぼ平仮名を用いている。途中から表記が一変する理由は不明。加筆部分を除きすべて一筆。通行本の神楽歌とはかなりの異同がある。
巻末に「此間使舞人陪従被物人長疋絹差/次其駒然後事了　退出」との書入れがあるが、「此間使舞人陪従被物人長疋絹差」と「退出」は別筆か。この書入れによれば、ある時この神楽歌を歌って絹一疋を頂戴したらしい。
連綿がなくちびた筆による太めの朴訥とした書は、当時の日常的な筆跡だと考えられる。同様の遺品としては、藤原公任筆「稿本北山抄」、伝藤原道長筆「神楽和琴秘譜」、藤原道長筆「御堂関白記」の和歌の部分などがある
筆者の信義は醍醐天皇の孫源博雅の三男で、笛を得意とし「双調の君」と呼ばれたという（古今著聞集）。960年から980年頃に活躍か。
天保8年（1837）、安倍季良の代に修繕し新たに渋引き紙の表紙を継ぐ。表に外題「極秘神楽歌信義朝臣自筆」、見返しに以下の修理銘、
此神楽哥雅楽頭信義朝臣博雅卿二男自筆也為希代之古物之間加修理畢可為当家重宝者猥不可他見者也 于天保八年丁酉林鐘廿七日 雅楽助季良
また朱筆で
信義朝臣延喜帝曾孫村上帝御宇弾比巴事見文机談
紙背は毛詩並毛詩正義の残巻で、大雅蕩之什の韓奕6章の内の末2章と江漢全篇6章が残る。この内、韓奕第5章に通行本にない疏の文198字が確認できる。なお、大雅の章は宴席で朗唱する楽歌であり、楽道の家に伝来した古写本の紙背を利用したと考えられる。
熊谷直好の『梁塵後抄』に引用されて知られるようになり、1930年佐佐木信綱が安倍家で披見、同年公刊された。1933年旧国宝に指定される。